# Song biến Nees
Tránh nhầm lẫn với loài Ruellia neesiana vì có danh pháp hai phần giống với danh pháp hai phần đồng nghĩa của loài này, chỉ khác phần tên tác giả công bố.
Song biến Nees (danh pháp khoa học: Asystasiella neesiana) là một loài thực vật có hoa trong họ Ô rô.
Loài này được Nathaniel Wallich mô tả khoa học đầu tiên năm 1830 tại trang 73 quyển 1 sách Plantae Asiaticae Rariores (Pl. Asiat. Rar.) dưới danh pháp Ruellia neesiana. Tại trang 89 quyển 3 sách này năm 1832 ông đồng nhất Asystasia neesiana Nees với Ruellia neesiana Wall., 1830.
Năm 1895, tại trang 326 quyển 4 phần 3b sách Naturlichen Pflanzenfamilien của A. Engler & K. Pranttl (Nat. Pflanzenfam. [Engler & Pranttl]) Gustav Lindau thiết lập chi Asystasiella có quan hệ họ gần với chi Asystasia Blume, 1826 và chuyển loài này thành danh pháp như TPL đề cập hiện tại.
Lưu ý rằng Ruellia neesiana Wall., 1830 đề cập trong bài này có ở Nam Á và Đông Nam Á, và là loài khác biệt hoàn toàn với Ruellia neesiana (Mart.) Lindau, 1895 có ở Brasil.